# The Electric Light Orchestra (musikalbum)
The Electric Light Orchestra är den engelska rockgruppen Electric Light Orchestras debutalbum. Albumet släpptes i december 1971 i Storbritannien och året därpå i USA, då med titeln No Answer.
Stark konstnärlig påverkan på albumet hade, förutom Jeff Lynne, även Roy Wood, som lämnade gruppen efter första skivan. Musiken präglas av långa instrumentala partier och experimentell musik, långt ifrån den tillgängliga musik som senare blev gruppens signum. En ganska stor hit i England var 10538 Overture, som nådde niondeplatsen i juli 1972.
Omslagsbilden till skivan gjordes av den klassiska designfirman Hipgnosis.
I USA fick skivan titeln No Answer. Skälet till detta var en missuppfattning. Någon på det amerikanska skivbolaget ringde för att höra vad skivan skulle ha för titel, men ingen svarade på andra sidan Atlanten. Skivbolagspersonen gjorde då anteckningen "No answer", vilket man sedan trodde var skivtiteln.

## Låtlista
(Alla låtar sjungs av den som komponerat låten.)
Sida A
1. "10538 Overture" (Jeff Lynne)
2. "Look at Me Now" (Roy Wood)
3. "Nellie Takes Her Bow"  (Jeff Lynne)
4. "Battle of Marston Moor (July 2nd 1644)" (Roy Wood)

Sida B
1. "1st Movement" (Roy Wood)
2. "Mr. Radio"  (Jeff Lynne)
3. "Manhattan Rumble (49th St. Massacre" (Jeff Lynne)
4. "Queen of the Hours" (Jeff Lynne)
5. "Whispers in the Night" (Roy Wood)